# 국도 제40호선 (아이슬란드)
국도 제40호선(Route 40, 아이슬란드어: Hafnarfjarðarvegur)은 회뷔드보르가르스바이디(아이슬란드의 수도권)를 연결시켜 주는 아이슬란드의 일반 국도이기도 하다. 공교롭게도 이 도로는 아이슬란드에서 혼잡이 가장 심한 도로로 알려져 온 것으로 드러나고 있어, 아이슬란드의 도심과 부도심을 적절하게 연결시키는 도로망이기도 하다. 주요 연결 도로는 41, 49번 국도가 있다.